# 발테르 키아리

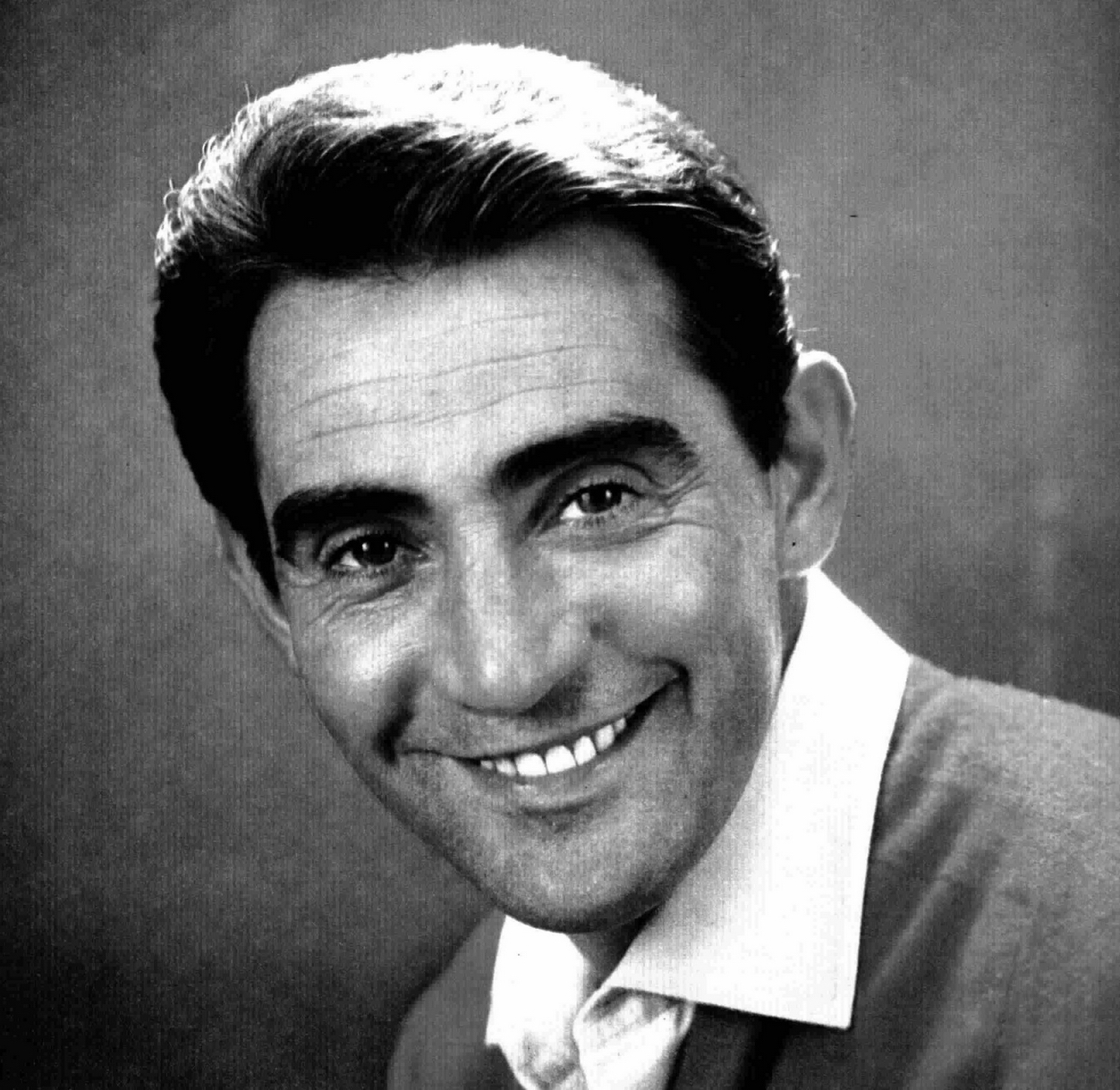

발테르 키아리(이탈리아어: Walter Chiari, 1924년 3월 8일 ~ 1991년 12월 20일)는 이탈리아의 배우이다. 본명은 발테르 미켈레 아르만도 안니키아리코(Walter Michele Armando Annicchiarico)이다.
베로나에서 태어났으며 밀라노에서 사망하였다. 사인은 심근 경색이다.

## 영화
- 살인 영장 (1972년)
- 스퀴즈 어 플라워 (1970년)
- 이탈리아식 변덕 (1968년)
- 미, 미, 미... 앤 디 아더스 (1966년)
- 기회의 땅 (1966년) - 니노 컬로타 역
- 한밤의 차임벨 (1965년)
- 레츠 토크 어바웃 우먼 (1964년)
- 매니악 (1964년)
- 듀 콘트로 뚜띠 (1962년)
- 레티로 파크 (1959년)
- 슬픔이여 안녕 (1958년)
- 오두막 집 (1957년)
- Donatella (1956년)
- 아름다운 여인 (1951년)